# Swen Vincke
Swen Johan Vincke (Bruges, 30 de maio de 1972) é um designer, programador e diretor belga de videogames. Ele é o fundador e CEO da empresa de videogames Larian Studios, onde liderou o desenvolvimento da série Divinity e Baldur's Gate 3.

## Infância e educação
Swen Vincke nasceu em 30 de maio de 1972 em Bruges na Bélgica, filho de Robert Vincke e Josiane Goderis e com uma irmã mais velha. Ele cresceu em De Panne,um município belga, onde seus pais cuidavam de um restaurante. Swen desenvolveu um grande interesse por programação, fliperama e jogos de computador, bem como por basquete desde muito jovem. Ele era particularmente fascinado por Dungeons & Dragons e por videogames RPG, como a série Ultima, que se tornaram grandes inspirações para os jogos que ele viria a fazer no futuro. A primeira criação de Vincke foi um videogame simulador de caçada que ele fez para seu pai, ainda na escola. Ele frequentou a Universidade de Ghent, graduando-se em Ciência da Computação. Ele estava originalmente interessado em fazer reconhecimento de fala, mas decidiu se dedicar a fazer videogames quando viu o quanto as pessoas estavam se divertindo com seus projetos.

## Carreira
Vincke fundou o Larian Studios em 1996. Como CEO e diretor criativo, ele desempenha um papel central na empresa e no desenvolvimento dos jogos. Ele foi o líder do projeto e programador principal do primeiro jogo publicado de Larian, The L.E.D. Wars (1997), seguido pelas duas primeiras parcelas da série Divinity, o premiado Divine Divinity (2002) e sua sequência Beyond Divinity (2004).
Vincke também foi responsável pelo design de KetnetKick (2004), um videogame educacional desenvolvido para o canal infantil flamengo Ketnet. Posteriormente, este jogo teve implementações licenciadas por vários outros canais infantis, como o canal britânico CBBC (intitulado Adventure Rock), o canal francês Jeunesse TV (intitulado GulliLand) e o canal norueguês NRK (intitulado Superia). Mais tarde liderou a criação de uma série de novos jogos educativos chamados Monkey Labs (2009) e Monkey Tales (2011).
Swen atuou como diretor, designer de jogos e também contribuiu para o roteiro em Divinity II, lançado pela primeira vez em 2009, com a versão final lançada em 2012. Naquela época, ele tomou a decisão de fazer da Larian uma editora independente. Ele então supervisionou a produção do spin-off Divinity: Dragon Commander, lançado em 2013.
Ao mesmo tempo, Vincke trabalhou na quarta parcela da série principal Divinity, intitulada Divinity: Original Sin, que foi lançada em 2014. O jogo se tornou um sucesso comercial e foi muito bem aceito pela crítica. Posteriormente, ele dirigiu sua sequência Divinity: Original Sin II, lançada em 2017, que foi aclamada como um dos melhores jogos de RPG de todos os tempos.
Após a saga Divinity: Original Sin, Swen Vincke liderou o desenvolvimento de Baldur's Gate 3 como diretor criativo. Jogo que foi lançado em agosto de 2023 com aclamação universal e ganhou diversos prêmios de Jogo do Ano.
Em 2020, Vincke se tornou o primeiro a receber o prêmio belga Lifetime Achievement Awards por sua carreira e influência na indústria de jogos belga. Em 2023, a Variety o incluiu no índice dos 500 líderes empresariais mais influentes que moldam a indústria global de mídia.

## Vida pessoal
Swen Vincke mora em Ghent com sua esposa e quatro filhos. Além de falar holandês como língua lativa, ele fala francês e inglês fluentemente.

## Trabalhos
| Ano  | Título                           | Funções                                                                        |
| ---- | -------------------------------- | ------------------------------------------------------------------------------ |
| 1997 | The L.E.D. Wars                  | Líder de projeto, programação, produção de vídeo, dublagem e edição de níveis  |
| 2002 | Divine Divinity                  | Líder de projeto, programador líder e programação de motores                   |
| 2004 | Beyond Divinity                  | Líder de projeto e programador líder                                           |
| 2004 | KetnetKick                       | Líder do jogo                                                                  |
| 2009 | Divinity II: Ego Draconis        | Diretor, design de jogos, programação adicional e contribuições para o roteiro |
| 2010 | Divinity II: Flames of Vengeance | Diretor, design de jogos, programação adicional e contribuições para o roteiro |
| 2013 | Divinity: Dragon Commander       | Diretor, design de jogos e contribuições para o roteiro                        |
| 2014 | Divinity: Original Sin           | Diretor, design de jogo e história                                             |
| 2017 | Divindade: Original Sin II       | Diretor                                                                        |
| 2023 | Baldur's Gate III                | Diretor                                                                        |